# Дионисий II Охридски
Дионисий е православен духовник, охридски архиепископ около 1706-1707 година и отново през 1709-1714 година.

## Биография
Сведенията за архиепископ Дионисий са оскъдни. Той заема за пръв път охридската катедра между 1703 и 1706 година. Запазено е негово писмо от края на 1706 година, с което моли за милостиня руския цар Петър I. През първата половина на 1707 година е свален от престола. Повторно е избран през втората половина на 1709 година, а на 16 юли 1714 година отново е свален.